# Бабо Булду
Бабо Булду (фр. Babeau-Bouldoux) је насеље и општина у јужној Француској у региону Лангдок-Русијон, у департману Еро која припада префектури Безје.
По подацима из 2011. године у општини је живело 291 становника, а густина насељености је износила 13,6 становника/km². Општина се простире на површини од 21,4 km². Налази се на средњој надморској висини од 200 метара (максималној 681 m, а минималној 153 m).

## Демографија
| 1962. | 1968. | 1975. | 1982. | 1990. | 1999. | 2011. |
| ----- | ----- | ----- | ----- | ----- | ----- | ----- |
| 296   | 321   | 242   | 249   | 249   | 243   | 291   |

График промене броја становника у току последњих година